# Spiaggia di Fetovaia
La spiaggia di Fetovaia è una spiaggia dell'isola d'Elba che si trova nel versante sud-occidentale dell'isola.

## Etimologia
L'origine del nome «Fetovaia», testimoniato dal XVI secolo, è controversa: una delle più accreditate interpretazioni lo metterebbe in relazione al «fetore» prodotto dagli accumuli di Posidonia oceanica sulla spiaggia, fenomeno assai frequente e documentato all'Elba già nel XVIII secolo; secondo altri, il nome proverrebbe da terra fetuaria, cioè «terra feconda», e non da fagetuaria, come suggerito in passato.

## L'insenatura

### Il promontorio
La spiaggia è protetta da uno stretto promontorio di roccia gabbrica – munito di vedetta durante la seconda guerra mondiale e comunicante con una postazione presso le Piane alla Sughera – fittamente ricoperto di ginestre, lecci e alti cespugli tipici della macchia mediterranea. Questo permette di avere alla baia un'acqua calma e idonea al riparo delle imbarcazioni.

### La spiaggia
La spiaggia è caratterizzata da un fondo formato da fine sabbia gialla che si estende per circa duecento metri e dona alla baia colorazioni turchesi.

## Ambiente circostante
(Gabriele D'Annunzio, Le faville del maglio)
Alle spalle della spiaggia, verso il Monte Capanne, sono presenti strette ed impervie valli. La vegetazione è formata da piante basse, tipiche dell'ambiente mediterraneo secco, dovute all'orientamento a sudovest e all'esposizione al vento di libeccio.
Il Monte Capanne, ostacolando parte delle perturbazioni nuvolose provenienti da nord, fa sì che il clima del versante sud-occidentale risulti più secco rispetto al versante settentrionale.
Sull'altura soprastante Fetovaia si trova la formazione rocciosa nota come Cote Spaccata.
Non lontano da Fetovaia, nelle località delle Piastre e delle Tombe, si trovano i resti di tre fornaci da calce (una delle quali attiva sino al 1958) che sfruttavano i filoni di calcare presenti nella zona.

## L'abitato
Nel 1825, su progetto di Luigi Bettarini, fu riedificato un posto di guardia (il cosiddetto Quartiere Militare) a breve distanza dal promontorio, successivamente trasformato in abitazione privata. Dietro la spiaggia, lungo la stretta valle che sale sul Monte Capanne, si estende un piccolo abitato nel comune di Campo nell'Elba.